# Percival Pembroke
Percival Pembroke var et Britisk højvinget tomotors let transportfly, designet og bygget af Percival Aircraft Company, senere Hunting Percival. Flyet var først tiltænkt rollen som suppleant for, og senere som afløser for den efterhånden bedagede Avro Anson.

Flyvevåbnet benyttede Pembroke til luftfragt, VIP-flyvninger og frem for alt, til Søredningstjenesten.

## Design og udvikling
Pembroke var en videreudvikling af det civile transportfly Percival Prince. Der var kun små ændringer: længere vinger, der kunne tillade en højere totalvægt, større motorer og nogle ændringer på understellet.
Pembroke var velegnet til græsbelagte, korte eller groft forberedte flyvepladser – den havde dobbelte hjul på både hoved- og næsehjulene for at sprede belastningen, den var højvinget og havde et temmelig højt understel, hvilket minimerede skader fra opslyngede objekter, og reverserbare propeller der muliggjorde en kort landing. Den havde en rummelig kabine med et fladt gulv, parallelt med og ikke for højt over jorden, og brede todelte døre på bagbords side, hvilket muliggjorde let og hurtig lastning/losning af fragt eller bårer. Disse egenskaber ledte til at Pembroke blev benyttet til at transportere passagerer, som fragtfly (op til 2.000 lbs), luftambulance, radio- og navigationstræner, fotorekognoscering og til luftopmåling.
Prototypen fløj første gang den 21. November 1952. Produktionen startede i 1953 og stoppede først i 1958.

## Operationel historie

### Generelt
Flyet gik i tjeneste i 1953 ved Royal Air Force som Percival Pembroke C.1 for at erstatte Avro Anson for let transporttjeneste. Ligesom i andre RAF transportfly, vender passagersæderne bagud for at forøge sikkerheden.
Seks af dem blev konfigureret som Pembroke C(PR).1 foto-rekognosceringsfly. De var i tjeneste ved RAF under krisen i Malaya 1948 - 1960.
RAF's Pembrokes blev renoveret og opgraderet med henblik på levetidsforlængelse i 1970. Den sidste enhed der benyttede dem var No. 60 Squadron RAF udstationeret i RAF Wildenrath i Tyskland; flyene udtrådte af tjeneste i 1988 og blev erstattet af Hawker Siddeley Andover.
Finlands Luftvåben (Ilmavoimat) benyttede to fly til luftfotografering mellem 1956 og 1968, på vegne af Lantmäteriverket. Et af flyene totalhavarerede da det i 1965 ramte en snemur under landing. Det andet fly er p.t. i magasin i Det Finske Luftvåbensmuseum (Suomen Ilmavoimamuseo), Jyväskylä Lufthavn, Finland.

### Danmark
I 1956 blev der bestilt seks type C.52/2 til lettere transportopgaver og søredningstjeneste. De blev leveret omkring årsskiftet 1956-57 og tildelt ESK 722 på flyvestation Værløse. To af flyene var indrettet til VIP-transport med seks sæder, de fire andre var fragtfly med mulighed for af montere ti sæder.
Selv om flyet var velegnet til mange forskellige transportopgave, brillierede de Danske Pembrokes i søredningstjenesten. Forsvarets eneste søredningshelikopter, Sikorsky S-55, led af to alvorlige problemer til SAR-tjeneste: de var langsomme, og havde kun en begrænset rækkevidde. Pembroke kunne derimod eftersøge med over 250 km/t, og den kunne flyve over 1800 km. i et stræk. Pembroken ville eftersøge den nødstedte - til dette formål medførte den både Decca navigator og en transceiver til SARAH nødsendere - og når den havde fundet de nødstedte, ville helikopteren starte, mens Pembroken kredsede om dem.
På en træningsflyvning i lav højde 21. oktober 1958 havarerede Pembroke 69-695 i Vadehavet. Hele besætningen omkom. Et erstatningsfly blev anskaffet året efter.
De fleste Pembroke udtrådte af tjeneste 1. November 1960. Et enkelt fly, der gjorde tjeneste ved NATO i Oslo fortsatte til 25. April 1961. To fly blev afhændet til Flygvapnet, tre blev ophugget, og erstatningsflyet efter ulykken 1958 blev overgivet til Luftfartsdirektoratet under den civile registrering OY-AVA.
Da OY-AVA udtrådte af tjeneste, blev det overdraget til Danmarks Flyvemuseum i Helsingør. Flyet er i 2016 udskilt fra museets samling og overdraget til Flyvevåbnets Historiske Samling.

## Varianter
P.66 Pembroke C.1
Kommunikations- og transportvariant for RAF, 44 stk. bygget.
P.66 Pembroke C(PR).1
Fotorekognoscerings variant for RAF, seks stk. nybygget, to ombygget fra C.1.
P.66 Pembroke C51
Eksportvariant til Belgien.
P.66 Pembroke C52
Eksportvariant til Sverige. Svensk militær designation Tp 83.
P.66 Pembroke C53
Eksportvariant til Finland.
P.66 Pembroke C54
Eksportvariant til Vesttyskland.
P.66 Pembroke C55
Eksportvariant til Sudan
P.66 President
Civil transportversion, fem stk. bygget.

## Operatører
Belgien
- Det Belgiske Luftvåben (nederlandsk: Luchtcomponent, fransk: Composante air) - 12 stk. C51 i tjeneste fra 1954 til 1976

 Danmark
- Flyvevåbnet

 Finland
- Finlands Luftvåben (Finnish Air Force(FAF eller FiAF) finsk: Ilmavoimat)

 Tyskland
- Tysklands Luftvåben (Luftwaffe)
- Tysklands Hær (Bundeswehr)
- Tysklands Flåde (Deutsche Marine)

 Malawi
- Malawi's væbnede styrker (Malawian Defence Force)

 Sydrhodesia
- Sydrhodesias Luftvåben (Royal Rhodesian Air Force, RRAF) - to stk. C.1 fly fra en Royal Air Force kontrakt.

 Sverige
- Det svenske flyvevåben (svensk: Flygvapnet)

 Sudan
- Sudans Luftvåben (Sudanese Air Force; arabisk:  القوّات الجوّيّة السودانيّة, Al Quwwat al-Jawwiya As-Sudaniya)

 Storbritannien
- Royal Air Force - 56 delivered from 1953

 Zambia
- Zambias Luftvåben (Zambian Air Force, ZAF)

## Overlevende fly
Pembroke C.1 WV740 (G-BNPH) Er privat ejet og vedligeholdt. Bevaret i RAF farver (2009) og deltager i flyveshows.
Pembroke C.1 " WV746 Står i Hangar 1 på RAF museum Cosford. Flyet var tidligere personligt VIP fly for CinC's Air Support Command i 1960'erne og 1970'erne. Flyet er modificeret med en rampe, så det kan medbringe rullestople. Tjente senere ved 60 Sqdn. i Tyskland.
Pembroke Mk. 51 s/n K66-B4001 henstår i Essex County Airport i Fairfield, New Jersey. Flyet blev bygget i 1953 og tjente sidst ved det Belgiske Luftvåben. Venstre motor fungerer ikke, og flystellet er skadet og i en tilstand af forfald. Flyet var tilbudt som præmie i en konkurrence for gamle krigsfly i foråret 2009.
Pembroke Mk 51 s/n K66-4002 er udstillet ved Taylor's Stateline Liquor Store i Neelyville, MO. Flyet kan ses på Google maps.
Det Belgiske Luftvåben opbevarer deres RM7 på Melsbroek Air Base; RM4 befinder sig i Bruxelles' flyvemuseum.
Classic Air Force stationeret på Coventry Airport, England, bruger Pembroke C.1 G-BXES malet som XL954 i RAF Transport Command's farver.
Pembroke SE-BKH (ex-RAF XK884) er på Västerås Flygmuseum i Sverige. Den er flyvedygtig, og i Flygvapnets farver.
Pembroke C52/Tp 83, Flygvapnet nr. 83007 er udstillet på Svedinos Bil- och Flygmuseum, Ugglarp, Halland, Sweden.
Pembroke C54 54+21 og 54+24 er udstillet i Flugausstellung Hermeskeil, Rheinland-Pfalz, Tyskland.
Pembroke C54 54+08 er udstillet i Aeronauticum, ved siden af Fliegerhorst Nordholz, Tyskland.
Pembroke C54 54+02 er udstillet i Sinsheim Auto & Technik Museum, Tyskland, registreret civilt som "D-CAKE".
Pembroke C54 AS+558 / 54+07 er udstillet i Militärhistorisches Museum Flugplatz Berlin-Gatow, Tyskland.

## Specifikationer (Pembroke C.1)
| Besætning:         | 2 Piloter              |                                         |
| Kapacitet:         | 8 Passagerer           |                                         |
| Længde:            | 46 ft.                 | 14,02 m                                 |
| Højde:             | 16 ft.                 | 4,9 m                                   |
| Spændvidde:        | 64 ft. 6 in.           | 19,66 m                                 |
| Tomvægt:           | 9.961 lb.              | 4.400 kg                                |
| Max. takeoff vægt: | 13.489 lb.             | 6.124 kg                                |
| Motorer:           | 2 x Alvis Leonides 127 | 9-cylindret stjernemotor med kompressor |
| Effekt:            | 2 x 540 hk             | 410 kw                                  |
| Propeller:         | 2 stk. 3-bladede       | Variabel stigning/reverserbare          |
| Max. fart:         | 186 mph                | 300 km/t                                |
| Rækkevidde:        | 1.012 nm               | 1.850 km                                |
| Max.flyvehøjde:    | 22.000 ft              | 7.680 m                                 |